# Cololejeunea teotonii
Cololejeunea teotonii là một loài Rêu trong họ Lejeuneaceae. Loài này được (V. Allorge & Jovet-Ast) Grolle mô tả khoa học đầu tiên năm 1976.